# Конгалах мак Конайнг
Конгалах мак Конайнг (др.‑ирл. Congalach mac Conaing; погиб в 778) — король Наута (Северной Бреги; 759—778) и король всей Бреги (771—778) из рода Сил Аэдо Слане.

## Биография
Конгалах был одним из сыновей правителя Наута Конайнга мак Амалгадо, убитого в 742 году. Он принадлежал к Уи Хонайнг, одной из двух основных ветвей рода Сил Аэдо Слане.
Конгалах мак Конайнг унаследовал власть над Наутом в 759 году, после гибели в сражении с ульстерцами короля Дунгала мак Амалгадо. Неизвестно точно, получил ли он одновременно и титул короля всей Бреги. В сохранившейся в «Лейнстерской книге» поэме Фланна Майнистреха «Síl Aeda Sláne na Sleg» Конгалах упоминается как «король кианнахтов» (др.‑ирл. rí Ciannachta), что подразумевало власть только над землями Уи Хонайнг. Возможно, это свидетельствует о том, что в начале своего правления Конгалах ещё не обладал титулом короля всей Бреги. Предполагается, что этот титул мог принадлежать королю Лагора (Южной Бреги) Кайрпре мак Фогартайгу из рода Уи Хернайг, который в этом качестве упоминался в ирландских анналах в 771 году.
Семейные владения Конгалаха мак Конайнга, земли Северной Бреги, располагались к северу от реки Лиффи. Резиденция правителей Наута находилось на территории одноимённого древнеирландского кургана.
В 770 году войско кианнахтов участвовало в качестве союзников в походе короля Миде Доннхада Миди в Лейнстер. Историки отмечают, что этот конфликт произошёл вслед за отречением Ниалла Фроссаха от титула верховного короля Ирландии. Вероятно, что причиной войны была борьба Доннхада за признание его другими ирландскими правителями верховным королём. Хотя в начале похода Доннхад и потерпел поражение под Каслдерматом, но затем здешний король Келлах мак Дунхада не решился дать новое сражение королю Миде, что позволило тому разбить лагерь около Дун-Эйлина и в течение недели беспрепятственно грабить лейнстерские земли. Как союзники Доннхада Миди, кианнахты вторглись в земли лейнстерского септа Уи Тейг и разбили его войско около Ат Клиата. Однако на обратном пути многие воины Конгалаха утонули в вышедшей из берегов реке.
Возможно, что в 771 году, после смерти правителя Лагора Кайрпре мак Фогартайга, Конгалах мак Конайнг получил титул короля всей Бреги. Исторические источники сообщают, что вскоре после этого отношения между Конгалахом и Доннхадом Миди резко ухудшились. В 777 году король Миде в союзе с лейнстерцами короля Руайдри мак Фаэлайна совеешил поход в Брегу. Позже в этом же году Доннхад был инициатором беспорядков на оэнахе в Тайльтиу, причиной которых стал конфликт между ним и кианнахтами. В 778 году во время нового вторжения Доннхада в Брегу Конгалах потерпел поражение в сражении при Форхаладе и погиб вместе со многими своими союзниками, включая и короля Мугдорны Дунхада мак Алени.
После гибели Конгалаха мак Конайнга престол Наута и титул короля всей Бреги перешли к Диармайту мак Конайнгу. Конгалах был отцом четырёх сыновей: Фланна, Кернаха, Куммаскаха и Келлаха. Из них три первых, также как и их отец, были королями всей Бреги.